# Platythyrea bicuspis
Platythyrea bicuspis is een mierensoort uit de onderfamilie van de Ponerinae. De wetenschappelijke naam van de soort is voor het eerst geldig gepubliceerd in 1899 door Emery.